# North Cadbury
North Cadbury är en ort och civil parish i Storbritannien.   Den ligger i grevskapet Somerset och riksdelen England, i den södra delen av landet, 180 km väster om huvudstaden London. North Cadbury ligger 75 meter över havet och antalet invånare är 950.
Terrängen runt North Cadbury är platt, och sluttar västerut. Runt North Cadbury är det ganska tätbefolkat, med 100 invånare per kvadratkilometer. Närmaste större samhälle är Yeovil, 13,6 km sydväst om North Cadbury. Omgivningarna runt North Cadbury är en mosaik av jordbruksmark och naturlig växtlighet.